# استاوروس دیماس
استاوروس دیماس (یونانی: Σταύρος Δήμας؛ زادهٔ ۳۰ آوریل ۱۹۴۱) یک سیاست‌مدار اهل یونان است.